# Sight of day
Sight of day is een studioalbum van Mostly Autumn. Het is opgenomen in hun Fairview Studio in Kingston upon Hull. Het album kon alleen geproduceerd worden na voorintekening c.q. crowdfunding vanaf oktober 2016. De eerste 2000 mensen die meebetaald hadden kregen in februari de 2cd-versie toegezonden, de reguliere uitgave bestaat uit een enkele compact disc en wordt in april 2017 uitgegeven. Het album is de opvolger van het studioalbum Dressed in Voices, bijbehorend livealbum Box of tears en het soloalbum van Josh, getiteld Transylvania (part 1).
Het album heeft een minieme Nederlandse inbreng. Tijdens het concert op 3 december 2016 in Cultuurpodium Boerderij heeft de band opnamen gemaakt van het zingend publiek en door Changing lives gemixt.
Muziekproducent was de bandleider Bryan Josh, Chris Johnson nam de productie van cd1, track 5 en Cd2 tracks 5 en 7 voor zijn rekening.

## Musici
- Bryan Josh – zang, gitaar, toetsinstrumenten
- Olivia Sparnenn – zang, toetsinstrumenten, tamboerijn
- Iain Jennings – toetsinstrumenten
- Andy Smith – basgitaar
- Alex Cromarty – slagwerk, percussie
- Chris Johnson – zang, gitaar, toetsinstrumenten, tamboerijn
- Angela Gordon – dwarsfluit, blokfluit, fluitjes, zang
- Troy Donockley – Uilleann pipes, fluitjes
- Anna Phoebe – viool (disc 1, tracks 6 en 9)

## Muziek
| Nr. | Titel                             | Duur  |
| --- | --------------------------------- | ----- |
| 1.  | Sight of day (Josh)               | 14:33 |
| 2.  | Once around the sun (Josh)        | 5:08  |
| 3.  | The man without a name (Sparnenn) | 3:50  |
| 4.  | Hammerdown (Josh)                 | 6:05  |
| 5.  | Changing lives (Johnson)          | 6:17  |
| 6.  | Only the brave (Josh, Sparnenn)   | 5:35  |
| 7.  | Native spirit (Josh)              | 10:27 |
| 8.  | Tomorrow dies (Jennings, Josh)    | 7:20  |
| 9.  | Raindown (Josh)                   | 8:01  |
| 10. | Forever and beyond (Josh)         | 6:17  |

| Nr. | Titel                              | Duur |
| --- | ---------------------------------- | ---- |
| 1.  | No sense (Josh)                    | 5:22 |
| 2.  | Back in time (Josh, Sparnenn)      | 4:46 |
| 3.  | Heart, body and soul (Sparnenn)    | 4:59 |
| 4.  | Moments (Jennings, Sparnenn, Josh) | 5:37 |
| 5.  | Pushing down the floor (Johnson)   | 4:20 |
| 6.  | July (Josh)                        | 6:20 |
| 7.  | In time (Johnson)                  | 3:53 |